# Jesús Mena Campos
Jesús Mena Campos   (Gómez Palacio, 28 de maig de 1968) és un saltador mexicà, ja retirat, que va competir durant les dècades de 1980 i 1990.
El 1988 va prendre part en els Jocs Olímpics d'Estiu de Seül, on va disputar dues proves del programa de salts. En la prova de palanca de 10 metres va guanyar la medalla de bronze, mentre en la del salt de trampolí de 3 metres fou setè. Quatre anys més tard, als Jocs de Barcelona, quedà eliminat en sèries en la prova de palanca de 10 metres. En aquests Jocs fou l'encarregat de dur la bandera mexicana durant la cerimònia inaugural.
En el seu palmarès també destaca una medalla de plata als Jocs Panamericans de 1991, una de plata a les Universíades de 1991 i una medalla d'or i una de plata als Jocs Centreamericans i del Carib de 1986.